# Maesobotrya griffoniana
Maesobotrya griffoniana là một loài thực vật có hoa trong họ Diệp hạ châu. Loài này được (Baill.) Pierre ex Hutch. mô tả khoa học đầu tiên năm 1912.